# Copris mongkhoni
Copris mongkhoni là một loài bọ cánh cứng trong họ Bọ hung (Scarabaeidae).